# Harcourt Ommundsen
Harcourt Ommundsen (Alloa, Clackmannanshire, 23 de novembre de 1878 – Ieper, Bèlgica, 19 de setembre de 1915) va ser un tirador escocès que va competir a començaments del segle xx.
Fill d'un agent comercial noruec i mare escocesa, Ommundsen va treballar com a agent legal abans d'entrar a l'exèrcit britànic. El 1908 va prendre part en els Jocs Olímpics de Londres, on guanyà una medalla de plata en la prova de rifle militar per equips.
Quatre anys més tard va disputar els Jocs d'Estocolm, amb la participació en dues proves del programa de tir. Revalidà la medalla de plata en la prova de rifle militar per equips, mentre en rifle lliure, 600 metres fou setè.
Ommundsen morí al camp de batalla durant la Primera Guerra Mundial, mentre servia com a tinent amb l'Honourable Artillery Company prop de Ieper. Fou enterrat al Cementiri Militar de Brandhoek.